# Ellsworth (Maine)
Ellsworth es una ciudad ubicada en el condado de Hancock, en el estado estadounidense de Maine. En el censo de 2010 tenía una población de 7.741 habitantes.Tiene una población estimada, a mediados de 2019, de 8.180 habitantes.

## Geografía
Ellsworth se encuentra ubicada en las coordenadas 44°34′59″N 68°28′48″O / 44.58306, -68.48000. Según la Oficina del Censo de los Estados Unidos, Ellsworth tiene una superficie total de 243.25 km², de la cual 205.35 km² corresponden a tierra firme y 37.90 km² es agua.

## Demografía
Según el censo de 2010, había 7.741 personas residiendo en Ellsworth. La densidad de población era de 31,82 hab./km². De los 7.741 habitantes, Ellsworth estaba compuesto por el 96.65% blancos, el 0.66% eran afroamericanos, el 0.44% eran amerindios, el 1.06% eran asiáticos, el 0.05% eran isleños del Pacífico, el 0.28% eran de otras razas y el 0.85% pertenecían a dos o más razas. Del total de la población el 1.4% eran hispanos o latinos de cualquier raza.